# Estação Gare de l'Est (Metrô de Paris)
Gare de l'Est é uma das estações das linhas 4, 5 e 7 do Metrô de Paris, localizada no 10.º arrondissement de Paris, na França.

## História

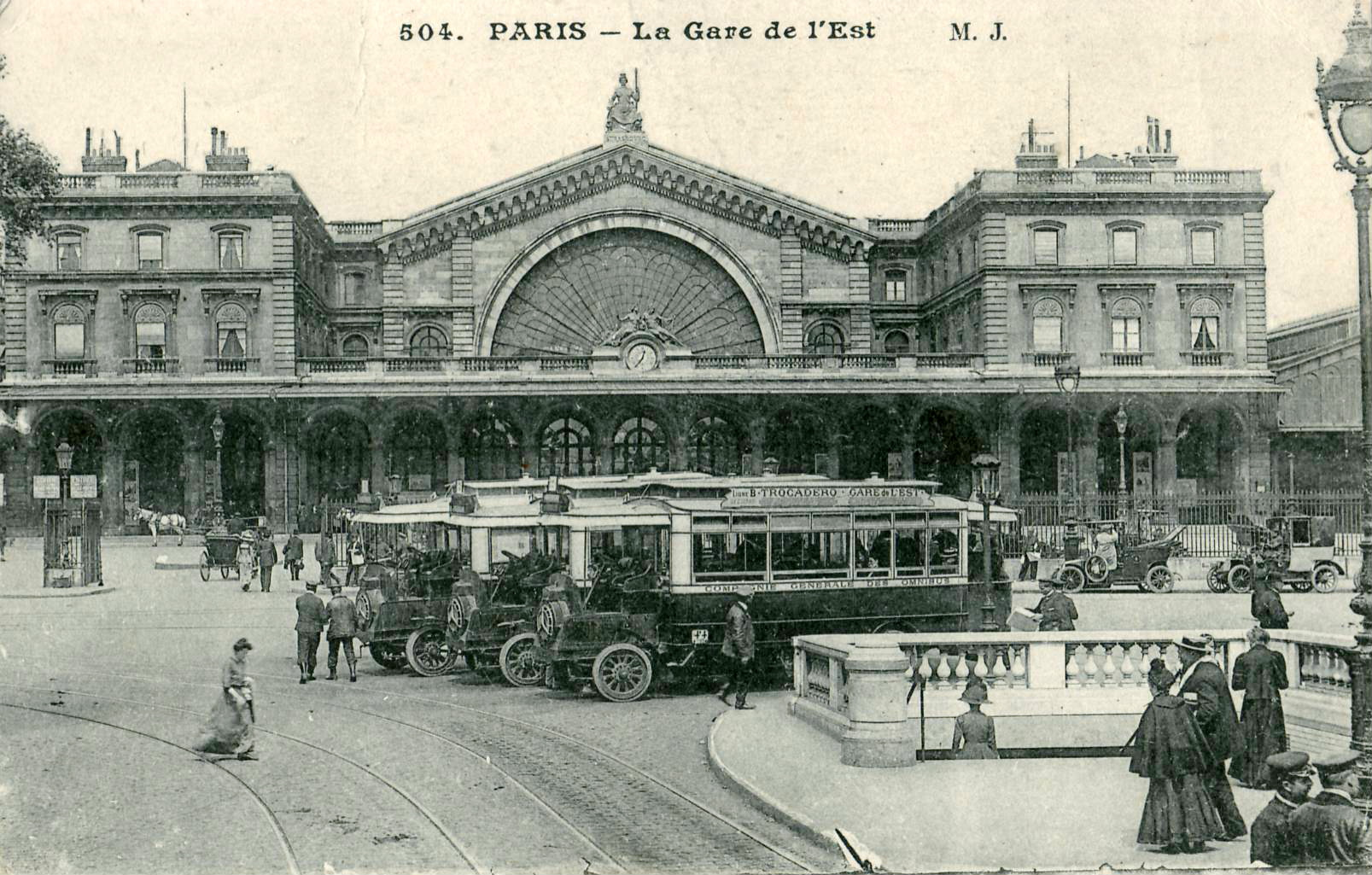
Saída da estação de metrô, no tempo dos ônibus da Compagnie générale des omnibus (CGO).

A estação leva o nome da Gare de l'Est sob a qual ela está construída. Seu nome completo é Gare de l'Est - Verdun, do nome da avenue de Verdun nas proximidades.
Em 2004, ela foi a quinta estação mais movimentada da rede, com 15,66 milhões de entradas diretas. Em 2011, 19 671 320 passageiros entraram nesta estação. Ela viu entrar a 19 989 528 passageiros em 2013, o que a coloca na quinta posição das estações de metro por sua frequência.
A estação da linha 4 foi renovada em estilo "Motte" em 1977, com telhas laranja muito claras nos tímpanos, seguindo um dos três protótipos de estação deste tipo de 1974 (Pont Neuf).

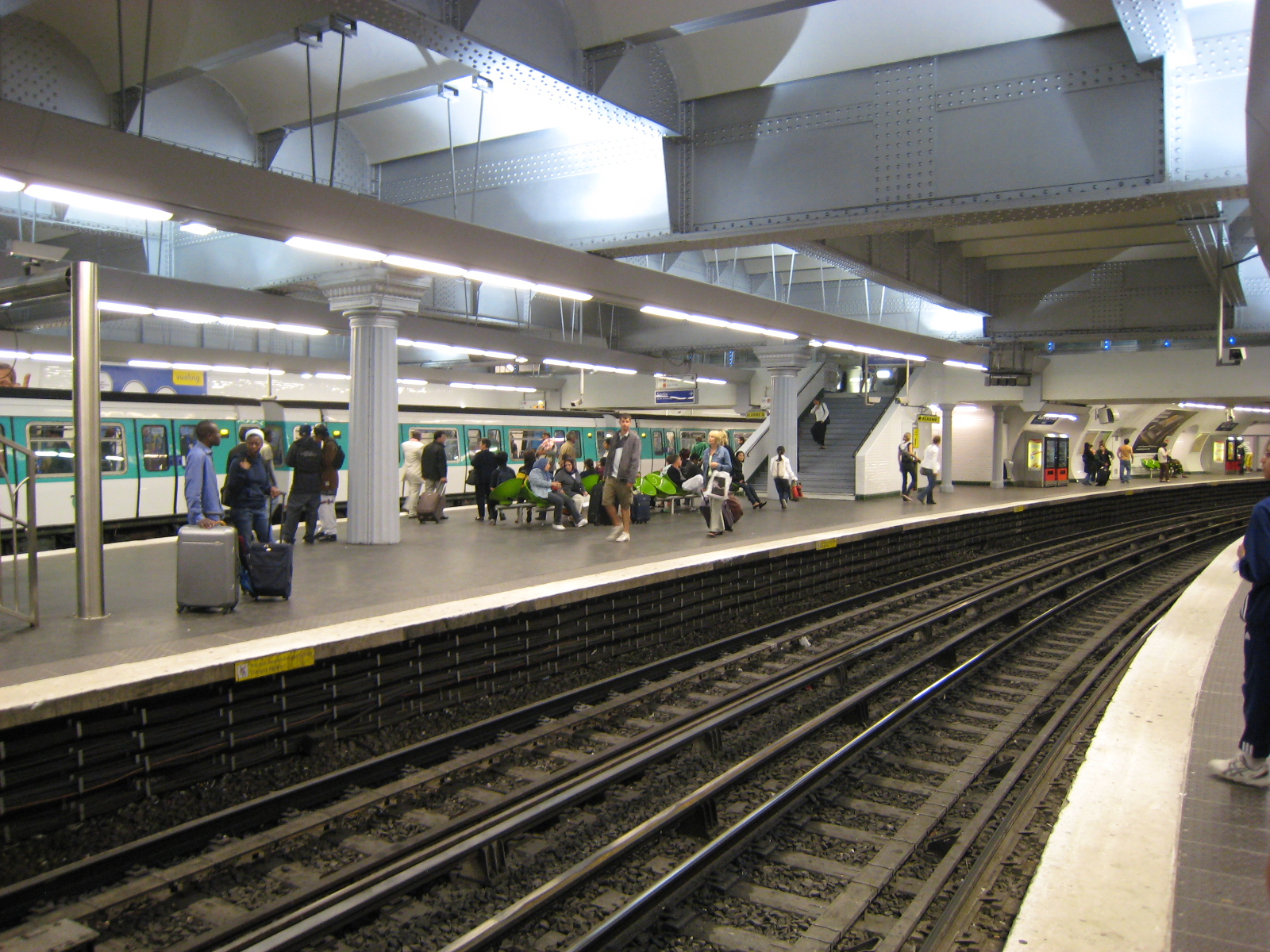
Plataformas das linhas 5 e 7 que compartilham um espaço comum

De setembro de 2006 a junho de 2007, a Gare de l'Est  e sua estação de metrô passaram por uma grande renovação graças aos planos de "Gares en mouvement" e "Un métro + beau", a fim de acolher na estação mais bela e mais moderna os TGV Est.
Nas plataformas das linhas 5 e 7, as telhas laranjas e a pintura azul deram lugar às telhas brancas tradicionais. As lâmpadas também foram substituídas, e o mais recente modelo de lugares "smiley" foi instalado. Finalmente, a tipografia "Parisine" substituiu a tipografia "Motte", simbolizando assim a conclusão dos trabalhos nas plataformas. As novas normas de sinalização foram instaladas em toda a estação.
Apenas pequenas alterações ocorreram nas plataformas da linha 4, exceto para a substituição da telha laranja "Motte" nas extremidades das plataformas e a passagem de uma camada de pintura na telha estragada da abóbada para esconder as infiltrações.

## Serviços aos passageiros

### Acessos
- Acesso 1: R. d'Alsace 48° 52′ 36″ N, 2° 21′ 29″ L
- Acesso 2: SNCF Gare de l'Est 48° 52′ 36″ N, 2° 21′ 33″ L
- Acesso 3: Pl. du 11-Novembre-1918 48° 52′ 34″ N, 2° 21′ 32″ L
- Acesso 4: R. du Faubourg Saint-Martin 48° 52′ 33″ N, 2° 21′ 33″ L
- Acesso 5: R. du 8-Mai-1945 48° 52′ 33″ N, 2° 21′ 32″ L
- Acesso 6: Bd de Strasbourg 48° 52′ 33″ N, 2° 21′ 30″ L
- Acesso 7: Terre-plein 48° 52′ 33″ N, 2° 21′ 29″ L
- Acesso 8: Bd de Magenta 48° 52′ 34″ N, 2° 21′ 27″ L

### Plataformas
As vias das linhas 5 e 7 constituem um conjunto de três plataformas e quatro vias: duas plataformas laterais e uma central comum nas linhas 5 (direção Bobigny - Pablo Picasso) e 7 (direção La Courneuve - 8 de Maio de 1945) entre a segunda e a terceira vias.
A estação da linha 4 tem uma particularidade: sua abóbada é interrompida em sua parte central, devido à presença acima da estação das outras duas linhas. Elas passam em uma "ponte" perpendicular à linha 4, que dá um "teto" plano.

## Pontos turísticos
- Gare de l'Est